# Adelma
Adelma ist ein italienischer weiblicher Vorname.

## Herkunft und Bedeutung
Bei Adelma handelt es sich um eine weibliche Variante von Adelmo. Es handelt sich dabei um die italienische Variante des althochdeutschen Namens Adhelm, der sich aus den Elementen ath/atha „Vater“ und hjalm/helm „Helm“, „Schutz“ zusammensetzt.

## Varianten
- Delma
- Männliche Varianten: Adelmo, Adhelm

## Bekannte Namensträgerinnen
- Adelma Harry (1844–1919), deutsche Sängerin
- Adelma von Vay (1840–1925), österreichische Schriftstellerin und Spiritistin